# Planina na Pohorju
Planina na Pohorju – wieś w Słowenii, w gminie Zreče. 1 stycznia 2018 liczyła 200 mieszkańców.